# Rhynchospora fauriei
Rhynchospora fauriei är en halvgräsart som beskrevs av Adrien René Franchet. Rhynchospora fauriei ingår i släktet småag, och familjen halvgräs. Inga underarter finns listade i Catalogue of Life.